# Élelmezésügyi és Mezőgazdasági Világszervezet
Az Egyesült Nemzetek Szervezetének Élelmezésügyi és Mezőgazdasági Szervezete (angolul Food and Agriculture Organization of the United Nations, FAO) az ENSZ szakosított szervezete, amelynek fő feladata az élelmezésbiztonság megvalósítása. Ehhez kapcsolódóan kiemelt céljai az éhezés és a nem megfelelő táplálkozás visszaszorítása, a szegénység leküzdése és a gazdasági és társadalmi fejlődés biztosítása mindenki számára, illetve a természeti erőforrások (talaj, víz, levegő, genetikai erőforrások) fenntartható módon történő hasznosítása.
1945. október 16-án alapították a kanadai Québecben. A FAO semleges fórumként szolgál a fejlett és fejlődő országok közötti egyenlő tárgyalásoknak, szakmai együttműködésnek. Egyúttal tudás és információ forrása a tagországok számára mezőgazdaságuk, halászatuk, erdőgazdálkodásuk fejlesztésében, élelmiszerellátásuk biztosításában. Latin jelmondata (Fiat panis) magyarul annyit tesz: "Legyen kenyér." 2017-ben 194 teljes jogú tagországgal, 2 társult taggal (Feröer-szigetek, Tokelau) és egy társszervezettel (Európai Unió) rendelkezik.
Alapításának napján, október 16-án, az Élelmezési világnapon az éhezőkre emlékeznek számtalan formában szerte a világban.

## Alapítása
A kanadai Québec városában a frissen megalakított Egyesült Nemzetek Szervezetének első ülésén hozták létre Washington székhellyel.
1945. októberi alapításával a FAO az ENSZ legrégebbi szakosított szervezete, mely elsődleges feladatául az éhezés felszámolását, a táplálkozás javítását és a mezőgazdaság termelékenységének növelésén keresztül az életszínvonal emelését kapta.
Székhelye 1951-ben átkerült az olasz fővárosba, Rómába.

## Irodái

### Székhely
Székhelye Rómában található. Munkáját ezen kívül 5 regionális, 10 alregionális, 85 teljes értékű nemzeti (köztük 6 partnerségi és összekötő), egy program-, 6 összekötő, 2 információs iroda és számtalan kisebb képviselet támogatja és valósítja meg.
2007 óta Budapesten működik az Európai és Közép-Ázsiai Regionális Iroda, illetve egy globális közös szolgáltató központ is.

### Regionális irodái
- Afrikai területi iroda Accra, Ghána
- Latin Amerikai és Karib térség területi iroda Santiago de Chile, Chile
- Ázsia és Csendes-óceán területi iroda Archiválva 2009. november 9-i dátummal a Wayback Machine-ben Bangkok, Thaiföld
- Közel-Keleti területi iroda Kairó, Egyiptom
- Európai és közép-ázsiai területi iroda Budapest, Magyarország

### Munkatársak
2019-ben 11 561 alkalmazottja volt, közel harmaduk a központban dolgozott. Kiemelt hangsúlyt fektetnek a munkatársakon belül a tagállamok, illetve a férfiak és nők arányos képviseletére. Utóbbiak a szakértői állomány 43%-át teszik ki.

## Működés és struktúra

### Szervezeti felépítés
A szervezet legfontosabb döntéseiért a Konferencia (Conference) felel. Kétévente ülésezik, általában Rómában, hogy a FAO szakmai prioritásaiban, a következő kétéves költségvetésében és az élelmezéssel és mezőgazdasággal kapcsolatos szakmai ajánlásaiban hozzon határozatokat. Az alapokmány szerint minden tagország és társult tag egy képviselővel vehet részt. Minden delegáltnak egy szavazata van, és általános szabályként egyszerű többséggel döntenek.
A Konferencia választja meg a Tanács tagjait is, akik hároméves rotációban a szervezet szakmai és pénzügyi tevékenységét felügyelik. Minden második Konferencia ülésszakon sor kerül a főigazgató választásra is, akit egyszer lehet megerősíteni posztján.

### Költségvetés
A 2014-15-ös időszakban a FAO 1617 millió amerikai dollár értékben valósított meg a céljaihoz kapcsolódó programokat és projekteket. Ennek közel 8%-a kisebb, de teljes egészében a szervezet költségvetéséből finanszírozott szakmai együttműködési projekteket takar. A többi mintegy 90% önkéntes felajánlásokból tevődött össze.
A 2018-19-es időszak teljes tervezett költségvetése 2,6 milliárd dollár: 39% a tagállami befizetésekből, 61% pedig önkéntes felajánlásokból származik.

## Prioritások
A FAO öt stratégiai célkitűzése mentén szervezi tevékenységét, melyek segítségével fenntartható módon számolhatók fel az éhezésből, nem megfelelő táplálkozásból és a szegénységből eredő problémák – ahogy azt a 2030-as fenntartható fejlődési menetrend is előrevetíti.

### Az éhezés és a nem megfelelő táplálkozás felszámolása
Az elmúlt két évtized kedvező folyamatai dacára világszerte mintegy 821 millió ember éhezik. Számos betegség forrásaként a nem megfelelő táplálkozásból fakadó egyéb problémák, mint az elhízás és a túlsúly, is gyorsan terjednek, jelenleg is már 10 felnőttből 4-et érintve. Emellett több mint kétmilliárdra tehető azok száma, akik a mikrotápanyag hiánybetegségek valamilyen formájától szenvednek.

### Hatékonyabb és fenntarthatóbb mezőgazdaság, erdőgazdálkodás és halászat
A föld egyre növekvő lakosságszámának élelmezése jelentős nyomás alá helyezi a mezőgazdasági szektort. Ahhoz, hogy többet tudjunk előállítani kevesebb természeti erőforrás felhasználásával, és közben a mezőgazdaságban dolgozók jövedelme is javuljon, a jelenlegi politikák és módszerek radikális megváltoztatására van szükség a fenntarthatóság irányába.

### A vidéki szegénység csökkentése
Az éhezés a szegénység egy megnyilvánulási formája, és a világ szegényeik többsége vidéki térségekben él. A nemzetközi közösség elkötelezte magát a mélyszegénység és súlyos éhezés felszámolására 2030-ig.

### Befogadó és hatékony mezőgazdasági és élelmiszerellátó rendszerek
A globalizáció további mélyülésével a mezőgazdaság elveszítheti független státuszát a gazdaságban és csupán az értéklánc egy szereplőjévé válhat. Miközben az értéklánc egyre inkább koncentrálódik, integrálódik és globalizálódik, kihívás elé állítva a kistermelőket és a fejlődő világ farmereit, akár ki is szorítva őket az értékláncból.

### Stabil megélhetés a válságok idején
A konfliktusok, természeti katasztrófák és gazdasági válságok az éhezés fő kiváltó okai. Az ilyen helyzettel sújtott emberek 80%-a a mezőgazdaságból él.

## Korábbi kampányok
Aláírásgyűjtő kampány az éhezés ellen
2010. május 11-én az ENSZ Élelmezésügyi és Mezőgazdasági Szervezete (FAO) útjára indított egy, az egész világnak szóló kommunikációs és média kampányt, az “1 milliárd éhező” projektet, ami arra bátorítja az embereket, hogy legyenek dühösek attól a  ténytől hogy a világon körülbelül 1 milliárd ember szenved éhségtől.
A FAO a kampány szövegét (“Pokolian dühös vagyok és most már nem tűröm tovább”) egy 1976-os amerikai filmszatírából, a Hálózat c. filmből kölcsönözte. A kampány célja, hogy az online petíciót minél több ember írja alá, felhívva ezzel a kormányok figyelmét, hogy az éhezés megszüntetését prioritásként kezeljék. Az online petíció aláírása után mindenki kap egy titkos kódot, amivel közösségi hálózatokon meg tudja azt osztani másokkal. A FAO reményei szerint a petíció terjed majd olyan közösségi oldalakon is, mint például a Facebook, a Twitter vagy a YouTube.
A kampányt a FAO központjában, Rómában, valamint Stockholmban, Yokohamaban, New Yorkban és Párizsban indították el.  Ennek eredményeképpen összegyűlt aláírásokat az Élelmezési Világnapon (október végén), az ENSZ központjában, New Yorkban fogják átadni az államok jelen levő képviselőinek. A projekt fő küldetése, hogy tudatosítsa: a krónikus éhezés jelen van világszerte, és legalább 1 milliárd embert sújt. A FAO célja továbbá az éhezéssel kapcsolatos problémákról szóló tájékoztatás és saját szerepének megerősítése, mint a világ vezető szervezete, amely a fenntartható fejlődés élelmezésbiztonsági szempontját veszi figyelembe.
A kampány elképzelése a McCann Erickson Italy kommunikációs ügynökségtől származik. A sárga síp, ami a kampány szimbóluma, a krónikus éhezés veszélyének hangjának metaforája. A program weboldalán (www.1billionhungry.org) egy számláló mutatja, hogy eddig hány ember írta alá a petíciót. Az aláírások lehetnek digitálisak (a weboldalon keresztül vagy közösségi médiában aláírva) és fizikaiak (aláíróíven, ami letölthető a weboldalról).
A kampány több jellemzőjében eltér az eddig megszokottaktól. Először is szervezetek, hálózatok és intézmények segítségre támaszkodik, amik segíthetnek terjeszteni a projektet a saját weboldalukon elhelyezett bannerekkel vagy olyan rendezvények szervezésével, amik felhívják a projektre a figyelmet. Másodszor pedig ez a projekt egy emberek között terjedő kampány, ami arról szól, hogy akik aláírták a petíciót, megoszthatják a linket a barátaikkal közösségi média vagy levelezés útján, aláírást gyűjtve és felhívva a figyelmet a projektre. Ráadásul, bárki szervezhet a projekthez kapcsolódó eseményt, barátok összehívásával (amihez sípok, pólók rendelhetőek a projekt weboldalán keresztül, ahol elérhetőek továbbá grafikus anyagok is a FAO megosztott FTP szerveréről) ezzel is felhívva az emberek figyelmét a krónikus éhezésre.
A krónikus éhségre való figyelem felhívás mellett a petíció célja 1 millió aláírás összegyűjtése. Ennek alapján nyomás gyakorolható a részt vevő államokra, hogy működjenek együtt és segítsenek a FAO-nak világszerte a krónikus éhség elleni harcban.